# Vania Ravololoniaina
Elisa Vania Ravololoniaina (sinh ngày 24 tháng 2 năm 1992) là vận động viên cử tạ người Malagasy.
Cô đã tham dự Thế vận hội Mùa hè 2016 ở Rio de Janeiro, ở hạng cân 63 kg nữ, nơi cô về đích ở vị trí thứ 12.